# Edt bei Lambach
Edt bei Lambach osztrák község Felső-Ausztria Welsvidéki járásában. 2021 januárjában 2351 lakosa volt. 

## Elhelyezkedése

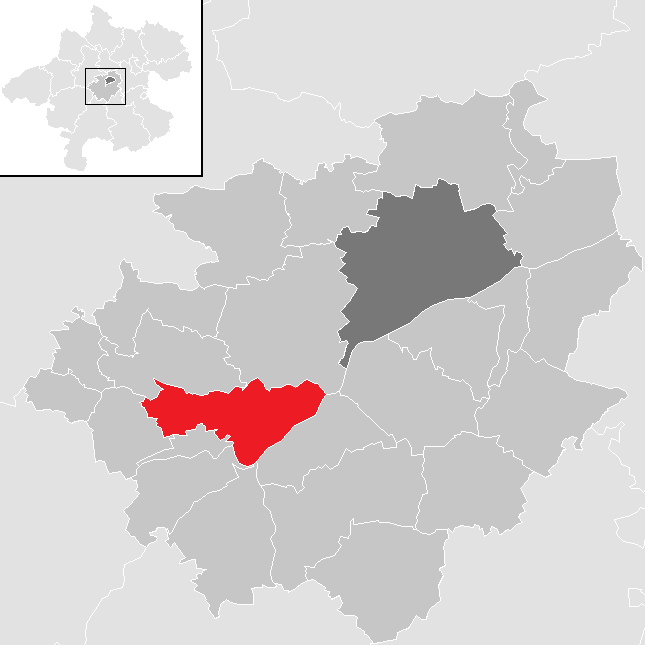
Edt bei Lambach a Welsvidéki járásban

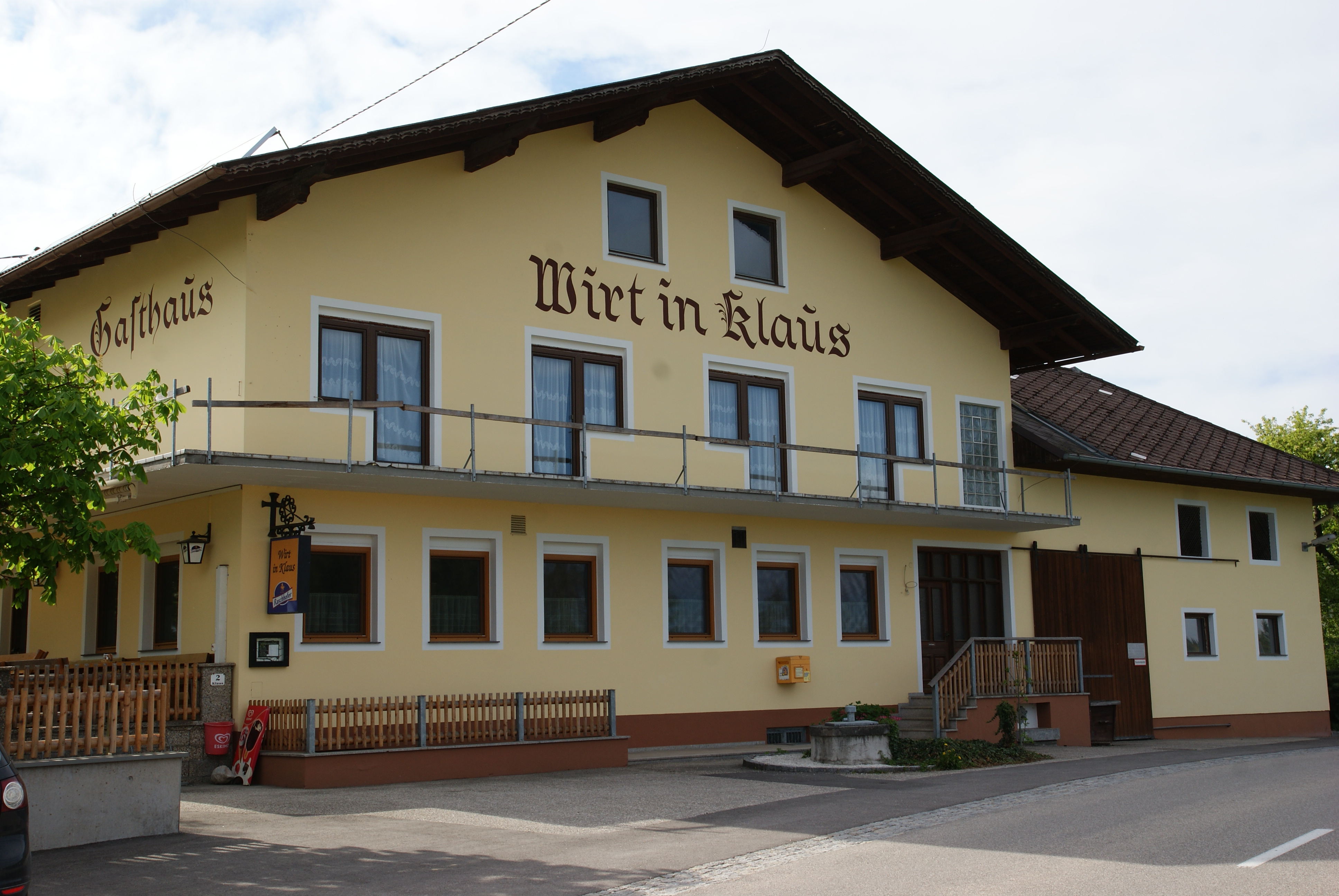
Edti panzió

Edt bei Lambach a tartomány Hausruckviertel régiójában fekszik a Hausruckvierteli-dombság és a Traun-völgy találkozásánál, a Zeilinger Bach patak mentén. Területének 27%-a erdő, 60% áll mezőgazdasági művelés alatt. Az önkormányzat 29 települést és településrészt egyesít: Aichham (13), Aigen (16), Bergern (9), Brandstatt (4), Breitenberg (16), Edt (26), Fluchtwang (117), Graben (617), Hagenberg (165), Hölzlberg (4), Holzmanning (8), Klaus (46), Kreisbichl (38), Kropfing (911), Laimberg (11), Mairlambach (16), Mernbach (43), Mitterberg (22), Niederschwaig (11), Niederzeiling (8), Oberroithen (6), Oberzeiling (17), Roith (8), Saag (136), Schlatt (9), Schmidhub (1), Sperr (28), Unterroithen (38) és Winkling (7). 
A környező önkormányzatok: északkeletre Gunskirchen, délkeletre Fischlham, délre Bad Wimsbach-Neydharting, Stadl-Paura és Lambach, nyugatra Neukirchen bei Lambach, északnyugatra Pennewang.

## Története
A régió a 12. századik a Bajor Hercegség keleti határvidékéhez tartozott, majd Ausztriához került. Az Osztrák Hercegség 1490-es felosztásakor a falu az Ennsen-túli Ausztria része lett. 
A napóleoni háborúk során a települést több alkalommal megszállták. 
A köztársaság 1918-as megalakulása után Edt Felső-Ausztria tartomány része lett. Miután a Német Birodalom 1938-ban annektálta Ausztriát, az Oberdonaui gauba sorolták be. A második világháború során részben a területén létesítették a mauthauseni koncentrációs tábor egyik altáborát, a gunskircheni lágert, ahol főleg magyar zsidókat tartottak fogva és gyilkoltak meg. A háború után az ország függetlenné válásával Edt bei Lambach ismét Felső-Ausztriához került.

## Lakosság
Az Edt bei Lambach-i önkormányzat területén 2021 januárjában 2351 fő élt. A lakosságszám 1939 óta gyarapodó tendenciát mutat. 2018-ban az ittlakók 91,3%-a volt osztrák állampolgár; a külföldiek közül 1,9% a régi (2004 előtti), 3,4% az új EU-tagállamokból érkezett. 2,7% a volt Jugoszlávia (Szlovénia és Horvátország nélkül) vagy Törökország, 0,7% egyéb országok polgára volt. 2001-ben a lakosok 82%-a római katolikusnak, 3,8% evangélikusnak, 5,1% mohamedánnak, 7,1% pedig felekezeten kívülinek vallotta magát. Ugyanekkor 4 magyar élt a községben; a legnagyobb nemzetiségi csoportokat a németeken (92,8%) kívül a horvátok (2,1%), a törökök (2%) és a bosnyákok (1,2%) alkották. 
A népesség változása:
| Lakosok száma | 2138 | 2197 | 2200 | 2342 |
|               | 2016 | 2018 | 2021 | 2022 |

### Híres edtiek
- Kevin Wimmer (1992-) válogatott labdarúgó

## Fordítás
- Ez a szócikk részben vagy egészben  az   Edt bei Lambach című német Wikipédia-szócikk ezen változatának fordításán alapul.  Az eredeti cikk szerkesztőit annak laptörténete sorolja fel. Ez a jelzés csupán a megfogalmazás eredetét és a szerzői jogokat jelzi, nem szolgál a cikkben szereplő információk forrásmegjelöléseként.